# Linda Büsscher
Linda Büsscher (* 27. April 1993) ist eine deutsche Volleyballspielerin.

## Karriere
Büsscher begann ihre Karriere beim SCU Emlichheim. Nach zwei Jahren in der zweiten Liga wechselte sie zum Bundesligisten Alemannia Aachen. Parallel studiert sie an der RWTH Aachen Maschinenbau. Seit 2013 spielt Büsscher beim Zweitligisten DSHS SnowTrex Köln, bei dem sie zahlreiche Erfolge feiern konnte.